# Бенавидес де ла Куэва, Диего де
Дие́го де Бенави́дес де ла Куэ́ва и Ба́сан, 8-й граф Сантистебан дель Пуэрто, 1-й маркиз Солера (исп. Diego de Benavides y de la Cueva; 25 февраля 1607, Сантистебан-дель-Пуэрто, Хаэн — 16 марта, 1666, Лима) — испанский военный офицер, дипломат, писатель и колониальный чиновник. Вице-король Перу с 1661 по 1666.
Диего де Бенавидес получил образование в иезуитском колледже в Мадриде, затем учился в Университете Саламанки. Впоследствии он сражался в Арагоне и Португалии, в 1643 году после войн он стал генерал-капитаном. Также он находился на посту губернатора Галисии. В 1653 году Диего де Бенавидес был назначен вице-королём и генерал-капитаном Наварры.
В честь его дипломатических заслуг на переговорах в 1659 году по Пиренейскому миру и последовавшей свадьбы Марии Терезии и Людовика XIV испанский король Филипп V даровал Бенавидесу титул маркиза де Солера.
В 1661 году Бенавидес был назначен на пост вице-короля Перу, на своём посту он проявлял значительную заботу о коренном населении Перу, старался, чтобы они получали образование, и облегчил им условия труда.
Пребывая в этой должности, Бенавидес столкнулся также с последствиями землетрясений, а также с эпидемиями, бушевавшими в колонии. Также он вынужден был подавлять восстание, возникшее в результате вражды горнодобытчиков. В его правление была построена больница Сан-Бартоломе, а также первый театр в Лиме.
Скончался Диего де Бенавидес на своём посту 16 марта 1666 года в Лиме.